# Sansa Hon’inbō
Sansa Hon’inbō (jap. 本因坊算砂 Hon’inbō Sansa; ur. 1559 w Kioto, zm. 13 czerwca 1623) - japoński gracz go z okresu Edo, buddyjski mnich tradycji nichiren, założyciel szkoły Hon’inbō. 
Prawdziwe nazwisko: Yosaburō Kanō (jap. 加納與三郎 Kanō Yosaburō), a imię buddyjskie: Nikkai (jap. 日海)
Wśród jego uczniów byli m.in. trzej "zjednoczyciele" Japonii: Nobunaga Oda, Hideyoshi Toyotomi, Ieyasu Tokugawa.